# Eduard Suess
Eduard Suess (Londres, Anglaterra, 20 d'agost de 1831 - Viena, Àustria, 26 d'abril de 1914) va ser un geòleg britànic expert en la geografia dels Alps. És el responsable del descobriment de dos significants característiques geogràfiques ja perdudes, el supercontinent Gondwana (proposat el 1861) i l'Oceà de Tetis.

## Biografia

Suess va ser el descobridor de l'existència del bloc continental Gondwana.

Nascut a Londres, als tres anys la seva família es muda a Praga, després, quan tenia 14 anys a Viena. Interessat des de jove en la geologia, publica el seu primer treball als 19 anys sobre la geologia de Karlovy Vary, ara la República Txeca.
L'any 1857 era professor de geologia a la Universitat de Viena, i des d'allà va desenvolupar gradualment la seva teoria sobre la connexió entre el continent d'Àfrica i l'Europeu; eventualment arribà a la conclusió que els Alps, al nord, van estar alguna vegada sota l'oceà, del qual la mar Mediterrània queda com romanent. Encara que no és del tot cert (principalment perquè no han estat descobertes fins i tot les plaques tectòniques, va utilitzar després la teoria geosinclinal), va ser prou a prop del descobriment pel qual se li dona crèdit al dia d'avui, el que va nomenar Oceà de Tetis en el 1893.
El seu segon major descobriment va ser la falguera glossopteris, trobada en fòssils a Sud-amèrica, l'Àfrica, i Índia (així com en Antàrtica, encara que Suess mai no ho va saber). La seva explicació és que les tres terres van estar connectades en un supercontinent, al qual va anomenar Gondwana. Novament això no és totalment correcte: Suess pensava que els oceans van inundar els espais entre aquestes terres, quan de fet les terres es van separar. No obstant això, és bastant similar al que avui dia es creu, per la qual cosa se li dona el reconeixement de crear la base per a la teoria.

## Reconeixement
Suess és considerat un dels primers experts en ecologia. Va publicar del 1885 a 1901 una síntesi comprensiva de les seves idees amb el nom de Das Antlitz der Erde (traduït com "Les cares de la Terra"), el qual es va convertir en un influent llibre de text durant diversos anys. En els seus treballs Suess va introduir també el concepte de biosfera, que després va ser estès per Vladímir Vernadski el 1926.
Va guanyar la Medalla Copley de la Royal Society el 1903.
El cràter lunar Suess és un cràter d'impacte a Mart anomenat en honor seu.